# Pac 'n Roll
Pac 'N Roll es un videojuegos de Pac-Man para Nintendo DS lanzado en 2005, siendo una precuela de todos los juegos incluyendo el original.
El juego fue posteriormente lanzado para Wii formando parte de la compilación de videojuegos Namco Museum Remix.

## Historia
En las vacaciones de verano del joven Pac-Man él estaba entrenando con su mentor Pac-Master quien le enseña todo lo que hay que saber para vencer a los fantasmas y su líder Golvis que quieren destruir Pac-Land, durante el entrenamiento Pac-Man se enamora de la hija de Pac-Master Ms. Pac-Man. Tristemente un grupo de fantasmas (Blinky, Inky, Pinky y Clyde) con la ayuda de Golvis, tratan de vencer a Pac-Master y destruir Pac-Land y solo Pac-Man puede evitar la destrucción de Pac-Land y Pac-Master.

## Curiosidades
- Este es el primer de la serie cronológicamente dentro de los juegos de Pac-Man.

- Datos: Q3141889